# Tim-Kevin Ravnjak
Tim-Kevin Ravnjak (Velenje, 5 november 1996) is een Sloveense snowboarder, gespecialiseerd op het onderdeel halfpipe. Hij vertegenwoordigde zijn vaderland op de Olympische Winterspelen 2014 in Sotsji.

## Carrière
Bij zijn wereldbekerdebuut, in november 2009 in Saas-Fee, scoorde Ravnjak direct wereldbekerpunten. Op de FIS wereldkampioenschappen snowboarden 2011 in La Molina eindigde de Sloveen als 25e op het onderdeel halfpipe. In maart 2011 behaalde Ravnjak in Arosa zijn eerste toptienklassering in een wereldbekerwedstrijd. In Stoneham nam de Sloveen deel aan de FIS wereldkampioenschappen snowboarden 2013. Op dit toernooi eindigde hij als 22e op het onderdeel halfpipe en als 24e op het onderdeel slopestyle. Tijdens de Olympische Winterspelen van 2014 in Sotsji eindigde Ravnjak als achtste op het onderdeel halfpipe.
Op de FIS wereldkampioenschappen snowboarden 2015 in Kreischberg veroverde de Sloveen de bronzen medaille op het onderdeel halfpipe.

## Resultaten

### Olympische Winterspelen
| Jaar | Plaats | Resultaten  |
| ---- | ------ | ----------- |
| 2014 | Sotsji | 8e Halfpipe |

### Wereldkampioenschappen
| Jaar | Plaats      | Resultaten                  |
| ---- | ----------- | --------------------------- |
| 2011 | La Molina   | 25e Halfpipe                |
| 2013 | Stoneham    | 22e Halfpipe 24e Slopestyle |
| 2015 | Kreischberg | Halfpipe                    |

### Wereldbeker
Eindklasseringen
| Seizoen   | Algm | HP  | BA  | SBS |
| --------- | ---- | --- | --- | --- |
| 2009/2010 | 207e | 64e | –   | –   |
| 2010/2011 | 83e  | 42e | –   | –   |
| 2011/2012 | 25e  | 12e | 77e | –   |
| 2012/2013 | 62e  | 38e | –   | 71e |
| 2013/2014 | 22e  | 15e | –   | –   |
| 2014/2015 | 76e  | 27e | –   | 58e |